# Елшова скатия
Елшова скатия (Spinus spinus) е дребна пойна птица, която се среща и в България. Наименованието ѝ идва от дървото елша, с чието семена се храни предимно. В България продажбата и ловенето на елшова скатия е противозаконно.

## Описание
По-дребна от врабче, отгоре е петнисто зеленикава, а отдолу жълта на цвят. Характерна черта за определяне пола на елшовата скатия е обагрянето. При мъжките то е в по-интензивни цветове, като в областта на корема е по-наситено жълто, а на главата – черно. Под човката повечето мъжки екземпляри имат и черно петънце.

## Хранене
Елшовата скатия се храни предимно със семена. През есенния период тя най-често може да бъде видяна в клоните на брезите.